# カイパー (小惑星)
カイパー (1776 Kuiper) は小惑星帯に位置する小惑星である。パロマー天文台のトム・ゲーレルスとライデン天文台のファン・ハウテン夫妻が発見した。
アメリカ合衆国で活躍したオランダ生まれの天文学者ジェラルド・カイパー（1905年 - 1973年）に因んで命名された。